# Błażej Koniusz
Błażej Koniusz (ur. 22 lutego 1988 w Świętochłowicach) – polski tenisista.
Jest zawodnikiem Chorzowskiego Towarzystwa Tenisowego. W styczniu 2006 w parze z Grzegorzem Panfilem wygrał grę podwójną juniorów w wielkoszlemowym Australian Open. W drodze po tytuł Polacy pokonali m.in. najwyżej rozstawionych w turnieju Hindusów Jeevana Nedunchezhiyana i Sanama Singha, a półfinał i finał – ze względu na niesprzyjające warunki meteorologiczne w ciągu turnieju – rozgrywali jednego dnia.
W 2005 zadebiutował w profesjonalnych zawodach – wystąpił w seniorskim turnieju rangi Futures w Gliwicach (przegrał w 1 rundzie).